# Rachel Johnson
Rachel Sabiha Johnson (Londra, 3 settembre 1965) è una giornalista, conduttrice televisiva e scrittrice britannica.

## Biografia
Figlia del politico Stanley Johnson (nipote di Ali Kemal) e dell'artista Charlotte Wahl. Sorella dei politici Boris e Jo. Ha studiato alla Scuola Europea di Bruxelles. Successivamente, si è laureata al New College di Oxford, durante il quale ha co-fondato la rivista The Isis Magazine.
Ha iniziato la sua carriera giornalistica nella redazione del Financial Times. Successivamente, ha collaborato, tra l'altro, con titoli come The Daily Telegraph, Evening Standard, The Sunday Times, Hello! e The Big Issue. Nel 2009 è diventata caporedattore della rivista The Lady. È diventata una commentatrice regolare del programma di attualità di The Pledge su Sky News. Nel 2018 ha preso parte a una delle edizioni del programma Celebrity Big Brother.
Autrice di romanzi e riviste. Ha scritto, tra gli altri una trilogia che include 'Notting hell, Shire Hell e Fresh hell. Ha inoltre pubblicato il romanzo Winter games e The mummy diaries: or how to lose your husband, children and dog in twelve months i A diary of the lady: my first year as editor. Nel 2008, per Shire Hell, ha ricevuto il Bad Sex in Fiction Award.
È stata anche coinvolta in attività politiche. Era un membro (come altri membri della famiglia) del Partito Conservatore, da cui è uscita nel 2011. Nel 2017 si è unita ai Liberal Democratici, criticando pubblicamente i Tories per il loro approccio alla Brexit. Nel 2019 è stata associata a una nuova iniziativa politica chiamata Change UK.